# Orduina
Orduina es un género de foraminífero bentónico considerado un sinónimo posterior de Kathina de la subfamilia Rotaliinae, de la familia Rotaliidae, de la superfamilia Rotalioidea, del suborden Rotaliina y del orden Rotaliida. Su especie tipo era Orduina erki. Su rango cronoestratigráfico abarca desde el Thanetiense (Paleoceno superior).

## Clasificación
Orduina incluye a la siguiente especie:
- Orduina erki †